# Demons & Wizards (musikalbum)
Demons & Wizards är det tysk-amerikanska power metal-bandet Demons & Wizards (ett sido-projekt till musikgrupperna Blind Guardian och Iced Earth) självbetitlade debutalbum, utgivet 1999 av skivbolaget Steamhammer.

## Låtlista
1. "Rites of Passage" (instrumental) – 0:54
2. "Heaven Denies" – 5:17
3. "Poor Man's Crusade" – 3:59
4. "Fiddler on the Green" – 5:53
5. "Blood on My Hands" – 4:42
6. "Path of Glory" – 4:56
7. "Winter of Souls" – 5:44
8. "The Whistler" – 5:13
9. "Tear Down the Wall" – 4:48
10. "Gallows Pole" – 5:22
11. "My Last Sunrise" – 4:43
12. "Chant" (instrumental) – 0:49

Text och musik: Hansi Kürsch / Jon Schaffer

## Medverkande
Musiker (Demons & Wizards-medlemmar)
- Hansi Kürsch – sång
- Jon Schaffer – gitarr, basgitarr

Bidragande musiker
- Jim Morris – sologitarr
- Mark Prator – trummor

Produktion
- Jim Morris – producent, ljudtekniker, ljudmix, mastering
- Jon Schaffer – producent
- Hansi Kürsch – producent
- Travis Smith – omslagsdesign, omslagskonst, logo
- Danny Miki – omslagskonst
- Michael Haynes – foto